# Titularbistum Gummi in Byzacena
Gummi in Byzacena (ital.: Gummi di Bizacena) ist ein Titularbistum der römisch-katholischen Kirche.
Es geht zurück auf einen untergegangenen Bischofssitz in der gleichnamigen antiken Stadt, die in der römischen Provinz Byzacena (heute Sahelregion Tunesiens) lag. Vermutlich handelt es sich um Henchir-El-Senem oder Henchir-Gelama.
| Titularbischöfe von Foratiana |                                                             |                                                       |                  |                   |
| Nr.                           | Name                                                        | Amt                                                   | von              | bis               |
| 1                             | Edmond-Marie-Jean Wolff CSSp Titularerzbischof pro hac vice | emeritierter Erzbischof von Diégo-Suarez (Madagaskar) | 13. April 1967   | 24. Mai 1971      |
| 2                             | Newton Holanda Gurgel                                       | Weihbischof in Crato (Brasilien)                      | 10. April 1979   | 24. November 1993 |
| 3                             | José Clemente Weber                                         | Weihbischof in Porto Alegre (Brasilien)               | 23. März 1994    | 15. Juni 2004     |
| 4                             | Josafá Menezes da Silva                                     | Weihbischof in São Salvador da Bahia (Brasilien)      | 12. Januar 2005  | 15. Dezember 2010 |
| 5                             | Dagoberto Sosa Arriaga                                      | Weihbischof in Puebla (Mexiko)                        | 24. Februar 2011 | 23. Februar 2013  |
| 6                             | Alphonse Nguyên Huu Long PSS                                | Weihbischof in Hung Hoá (Vietnam)                     | 15. Juni 2013    | 21. Dezember 2018 |
| 7                             | Alexandre Yikyi Bazié                                       | Weihbischof in Koudougou (Burkina Faso)               | 25. März 2019    |                   |

## Belege
1. ↑  https://www.romanports.org/de/die-hafen/258-gummi.html nennt zwei unterschiedliche Orte namens Gummi in Tunesien, einer davon Bordj Cedria (Gummi in Proconsulari), der andere, Gummi in Africa Byzacena, entweder das heutige Henchir-El-Senem oder Henchir-Gelama